# 李鎬汪

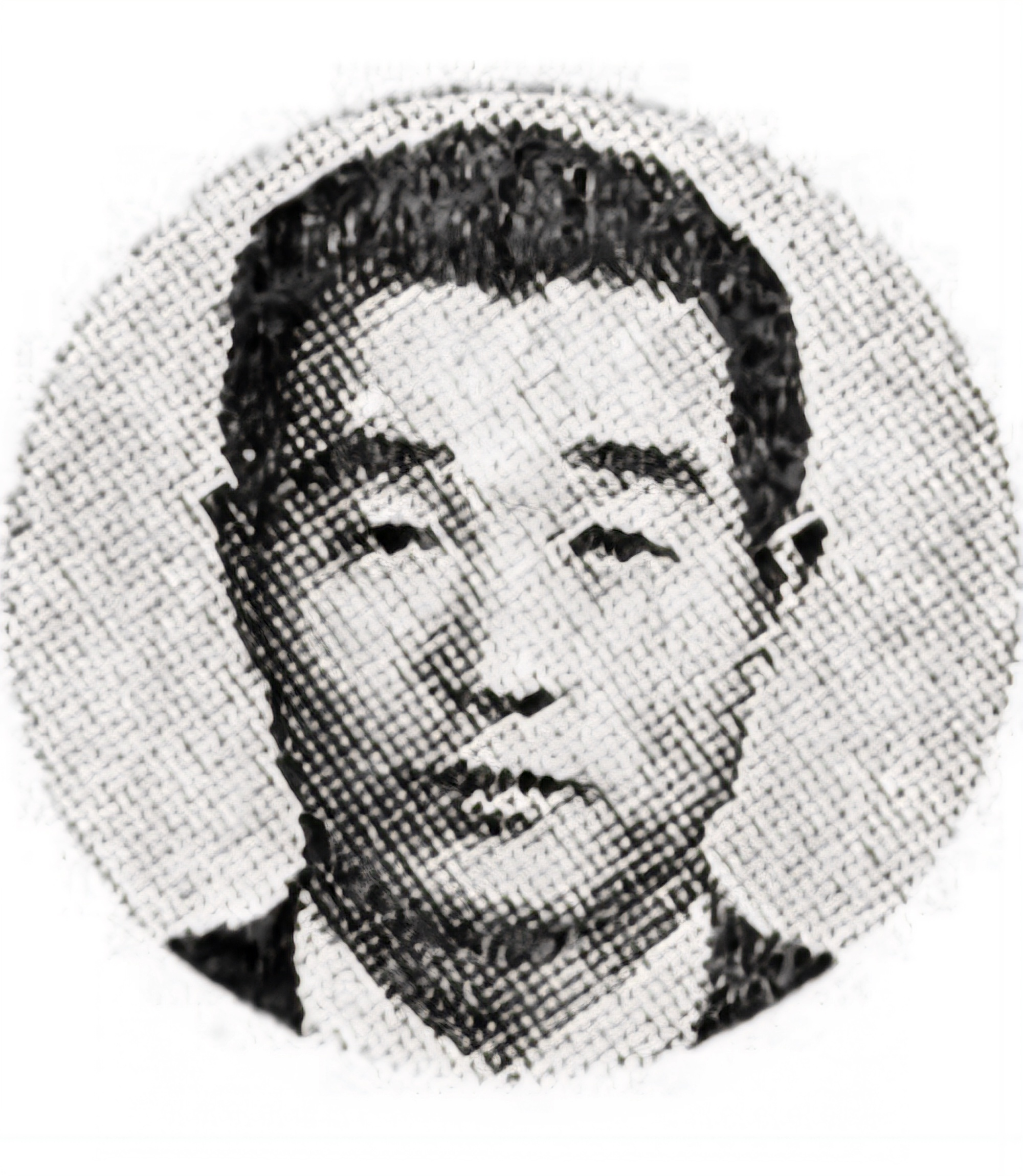
李鎬汪（1972年）

李 鎬汪（イ・ホワン、1928年10月26日 - 2022年7月5日）は、大韓民国のウイルス学者。高麗大学校名誉教授。大韓民国漢灘生命科学財団理事長。咸鏡南道新興郡出身。

## 生涯
咸興医科大学校在学中に38度線を越えて韓国に移り、
1954年ソウル大学校医学部卒業、1956年まで陸軍中尉として服務した後、1959年にミネソタ大学からPh.D.を取得。1969年にアメリカ陸軍の支援を受けて流行性出血熱の研究を開始した。
1976年にセスジネズミより韓国出血熱の病因となったハンタウイルスを同定・分離した。1989年には韓国の製薬会社「緑十字」の後援を受けてハンタウイルス予防ワクチン「ハンタバックス（Hantavax）」を開発した。
2009年日本学士院客員に選出。

## 主な受賞歴
- 1989年 - 韓国科学賞
- 1992年 - 湖巌賞医学部門
- 1994年 - プリンス・マヒドール賞公衆衛生部門
- 2001年 - 日経アジア賞科学技術部門
- 2021年 - クラリベイト引用栄誉賞（生理学・医学）